# محمد شفیع طهرانی
محمد شفیع طهرانی  (زاده ۱۰۸۷ هـ ق) متخلص به وارد، شاعر و تاریخ‌نگار ایرانی سده دوازدهم هجری است.

## آثار
- مرآت واردات: کتابی است که پیرامون س‍ق‍وط ص‍ف‍وی‍ان، پ‍ی‍ام‍ده‍ای آن و ف‍رم‍ان‍روای‍ی  ملک محمود سیستانی نوشته شده است.[۲][۳][۴][۵]
- نادرنامه: نادرنامه یا تاریخ نادرشاهی پیرامون سلطنت افشاریه به ویژه حوادث مربوط به حمله نادرشاه به هندوستان است. متن کتاب، چگونگی حمله نادرشاه به هندوستان، علل لشکرکشی، وضع سپاه ایران، روحیه لشکریان، برخوردهای نادرشاه با محمدشاه و سران هند و تشکیلات حکومتی آن سرزمین را تشریح کرده ‏است.[۶][۷][۸][۹]